# بهرمان (سراب)
بهرمان هي قرية في مقاطعة سراب، إيران. عدد سكان هذه القرية هو 738 في سنة 2006.